# 독수리 요새 (롤러코스터)
독수리 요새(Eagle's Fortress)는 대한민국 경기도 용인시 처인구 포곡읍에 위치한 에버랜드에 있던 서스펜디드 롤러코스터이다. 1992년 9월 8일에 개장했으며, 회전이 강한 특수트랙이 사용되지 않고 숲속을 빠르게 지난다. 열차의 앞부분은 독수리 머리 형태를 띠고 있다. T 익스프레스가 개장하기 전까진 많은 이용객들이 찾을 정도로 인기가 많았지만, 2008년 11월 3일 기종을 보수하던 인부의 사망 사건이 발생한 후 2009년 1월 폐지, 운영을 중단한 후 2014년 9월에 철거, 지금은 2019년 3월 29일부터 하늘정원길이라는 정원으로 대체되었다.
열차당 차량 수 및 탑승량은 7대였다.